# Госєй-Мару
Госєй-Мару (Gosei Maru) — судно, яке під час Другої світової війни взяло участь у операціях японських збройних сил в архіпелазі Бісмарка та на Каролінських островах.
Судно спорудили в 1937 році на верфі Tsuneishi Shipbuilding у Нумакумі на замовлення компанії Koun Kisen.
У певний момент судно реквізували для потреб Імперської армії Японії.
Відомо, що 2—5 грудня 1943-го воно пройшло у складі конвою з Рабаула (головної передової бази японців у архіпелазі Бісмарка, з якої провадились операції на Соломонових островах та сході Нової Гвінеї) на атол Трук у центральній частині Каролінських островів (тут ще до війни створили потужну базу японського ВМФ). 15—28 грудня Госєй-Мару перейшло до Японії в конвої № 4215, звідки 7 січня 1944-го вийшло з Йокосуки разом з конвоєм № 3109, а 24 січня прибуло на Трук.
За кілька тижнів по тому Госєй-Мару все ще перебувало на Труці, коли 17 лютого 1944-го по цій базі завдало потужного удару американське авіаносне з'єднання. Торпедоносці з авіаносця USS Monterey атакували та уразили судно, яке стояло на якорі біля острова Уман. Госєй-Мару зазнало важких пошкоджень і швидко затонуло. Проведене після війни обстеження показало, що більшість вантажів з судна вже встигли доправити на берег і у трюмах перебувала лише певна кількість торпед та порожні бочки для нафти (можливо відзначити, що Госєй-Мару прийшло на Трук з 10 винищувачами, підвісними баками для літаків, глибинними бомбами та іншими типами припасів).
Певний час пірнання до решток Госєй-Мару вважалось небезпечним через випадки довільної детонації торпед, останній з яких трапився в 1998-му. Є відомості, що в 1976-му задля усунення цієї загрози частину торпед знищили, втім, і у 21 столітті в одному з трюмів все ще можна було побачити кілька одиниць цього озброєння.